# Jerichau
Jerichau är ett efternamn, som burits av bland andra:
- Elisabeth Jerichau (1818–1881), dansk målare
- Harald Jerichau (1851–1878), dansk målare
- Holger Jerichau (1861–1900), dansk målare
- Jens Adolf Jerichau, flera personer
  - Jens Adolf Jerichau (målare) (1890-1916), dansk målare
  - Jens Adolf Jerichau (skulptör) (1816-1883), dansk skulptör
- Thorald Jerichau (1848–1909), dansk tonsättare